# Moscow Mills (Misuri)
Moscow Mills es una ciudad ubicada en el condado de Lincoln en el estado estadounidense de Misuri. En el Censo de 2010 tenía una población de 2509 habitantes y una densidad poblacional de 308,61 personas por km².

## Geografía
Moscow Mills se encuentra ubicada en las coordenadas 38°56′24″N 90°55′30″O / 38.94000, -90.92500. Según la Oficina del Censo de los Estados Unidos, Moscow Mills tiene una superficie total de 8.13 km², de la cual 8.09 km² corresponden a tierra firme y (0.51%) 0.04 km² es agua.

## Demografía
Según el censo de 2010, había 2509 personas residiendo en Moscow Mills. La densidad de población era de 308,61 hab./km². De los 2509 habitantes, Moscow Mills estaba compuesto por el 91.63% blancos, el 3.75% eran afroamericanos, el 0.12% eran amerindios, el 0.44% eran asiáticos, el 0.04% eran isleños del Pacífico, el 0.92% eran de otras razas y el 3.11% pertenecían a dos o más razas. Del total de la población el 1.95% eran hispanos o latinos de cualquier raza.